# Tramacystyda
Tramacystyda (łac. tramacystidium, l.mn. tramacystidia) – rodzaj cystyd występujący u niektórych gatunków grzybów. W niektórych klasyfikacjach cystyd taką nazwą określa się cystydy grubościenne. Ich przeciwieństwem są leptocystydy – cystydy cienkościenne.
Tramacystydy czasami mają wierzchołki pokryte kryształkami lub drobnymi ziarenkami. Takie tramacystydy występują np. w rodzinie powłocznikowatych (Corticiaceae). Czasami mogą być septowane, wówczas zaliczane są do septocystyd i noszą nazwę tramatocystyd septowanych.
Tramacystydy czasami utożsamiane są ze szkieletocystydami.

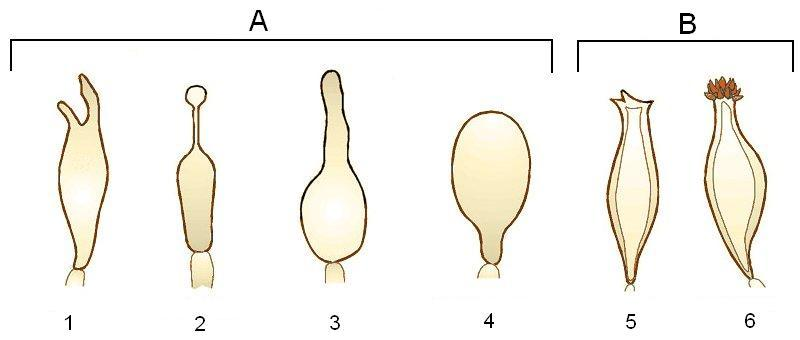
Rodzaje cystyd. A – leptocystydy, B – tramacystydy